# Chapelle Notre-Dame-de-Pitié de Nevers
La chapelle Notre-Dame-de-Pitié est un édifice catholique situé à Nevers, en France.

## Localisation
La chapelle se situe au numéro 7 de l'avenue Colbert.

## Historique
L'ancien hôpital de Nevers fut fondé en 1665. À partir de la Chapelle dédiée à Notre-Dame de Pitié et de l'aile à sa droite, les bâtiments hospitaliers n'ont cessé de s'étendre, du XVIIe au XIXe siècle, formant un ensemble de plan en U. La chapelle, achevée en 1680, a conservé ses dispositions architecturales et décoratives du XVIIe siècle.

## Architecture

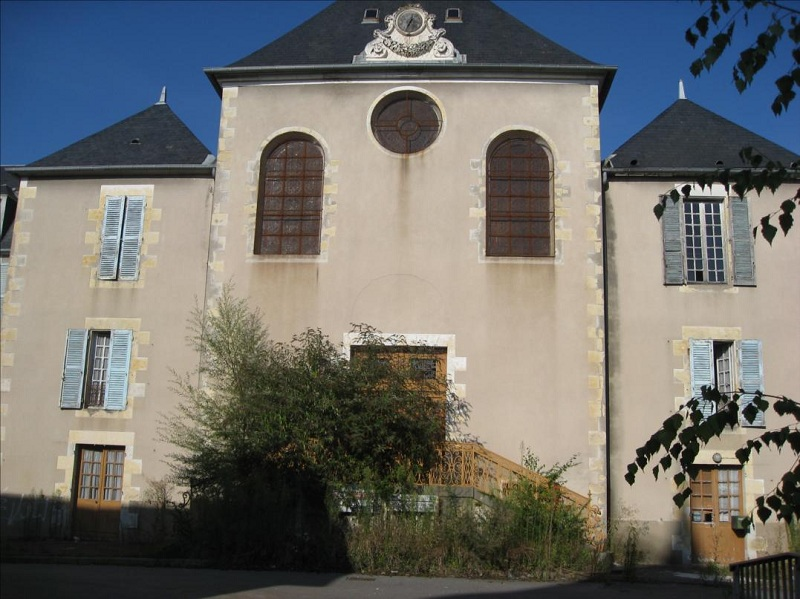
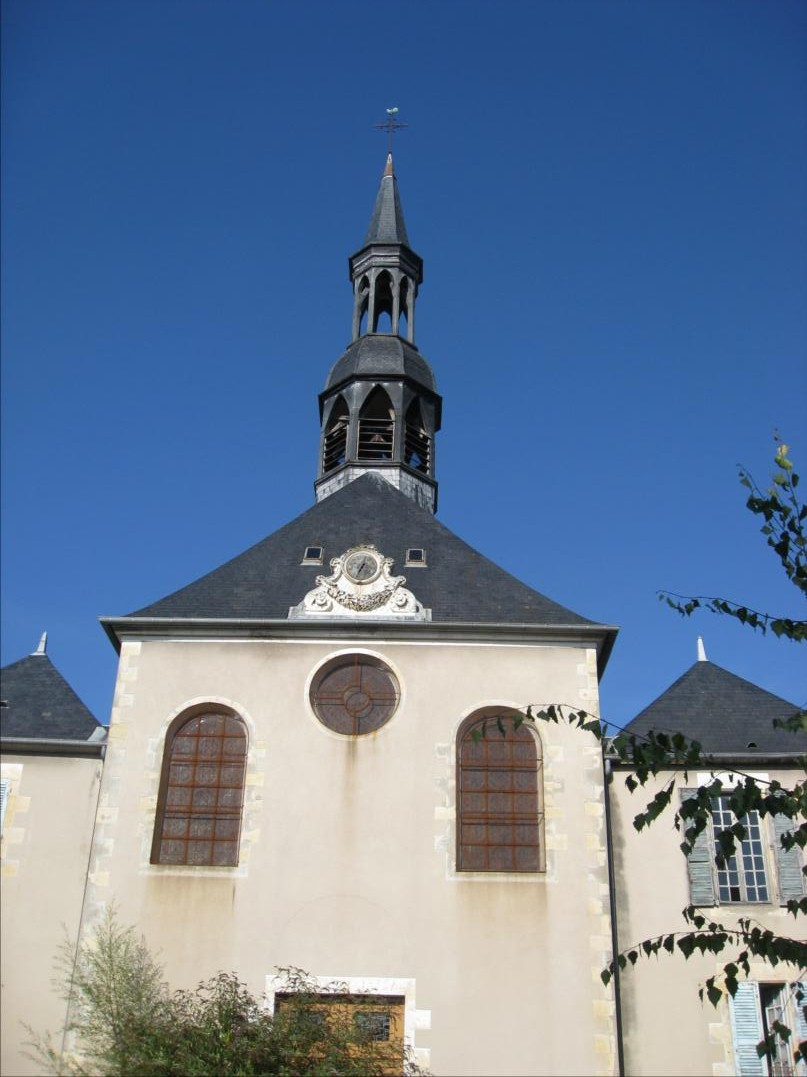
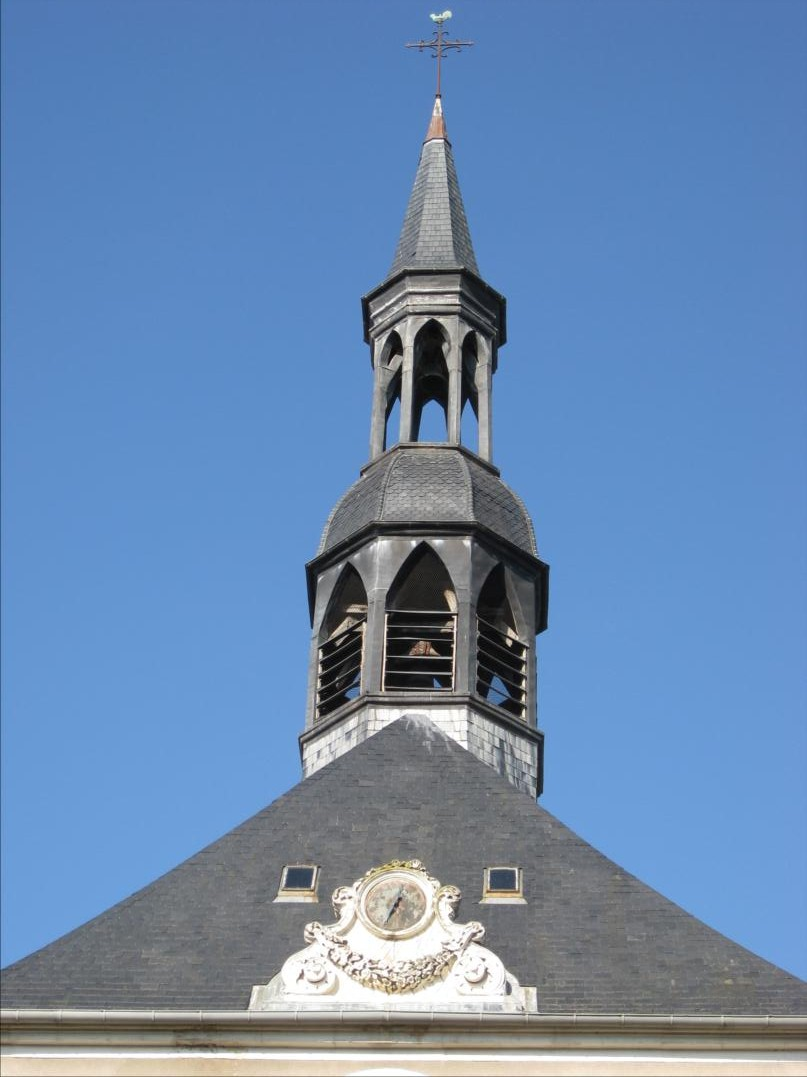